# 필리프 클레

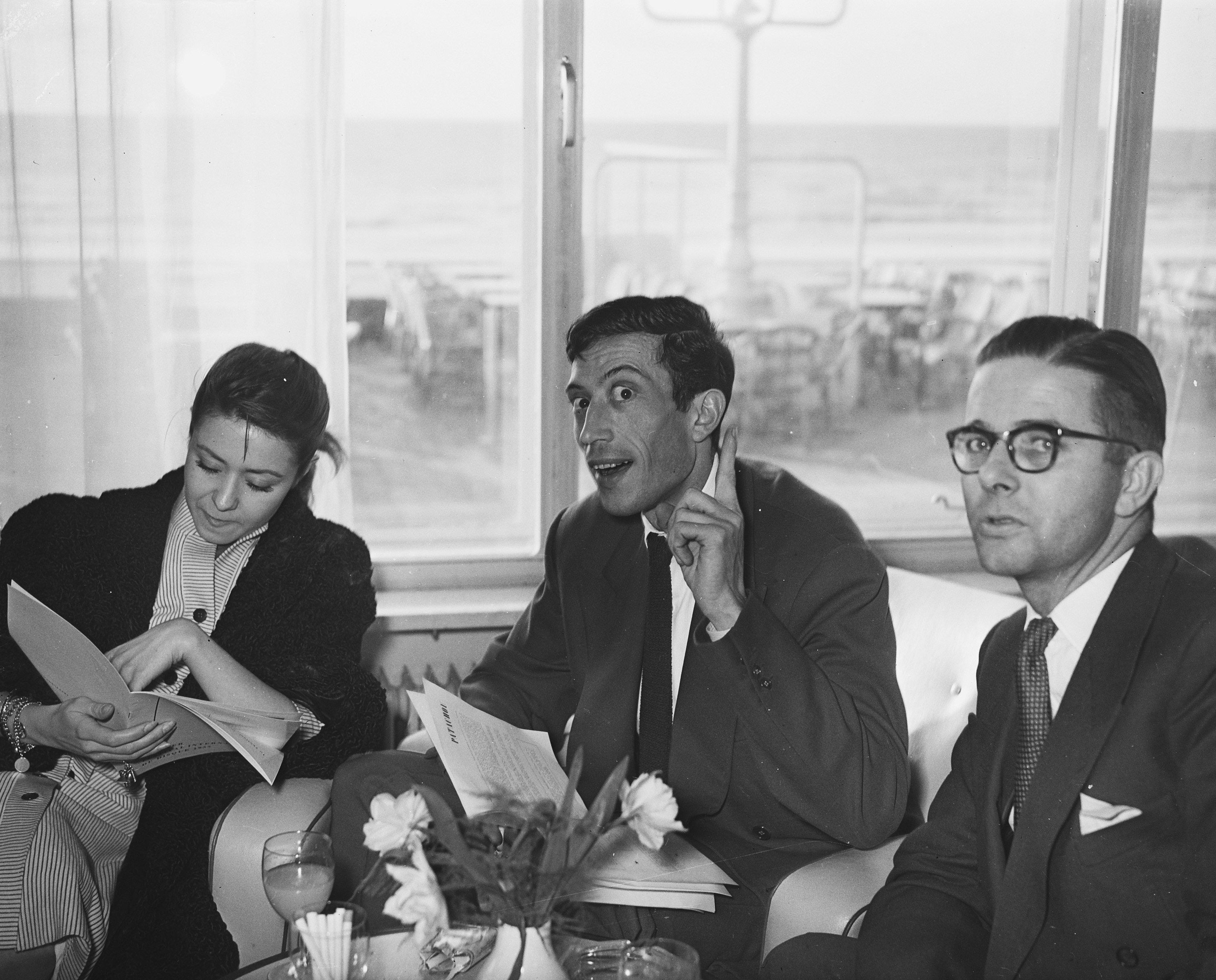
1955년

필리프 클레(프랑스어: Philippe Clay, 1927년 3월 7일 ~ 2007년 12월 13일)는 독특한 개성을 지닌 남성가수 겸 배우이다. 본명은 필리프 마테베(Philippe Mathevet)이고, 파리에서 태어났다. 16세에 군대에 들어가 제2차 세계대전 후에 음악학교를 졸업하였다. 처음에는 고전극(古典劇) 배우로 있었으나, 앙드레 클라보의 권유로 가수로 전향하였다. <트로와 보데>로 데뷔하여 인기를 얻었다. 1955년에는 <가엾은 장의 노래> 등으로 디스크 대상을 획득하였으며, 그 밖에 영화출연도 많이 하였다.
2007년 12월 13일 심장 마비로 사망하였다.